# Los sueños locos
Los sueños locos es el segundo álbum de estudio de la banda Fito & Fitipaldis, lanzado al mercado en 2001.

## Lista de canciones
1. Al mar (6:11)
2. Para toda la vida (Versión de 'Para toda la vida' de Flaco Jiménez) (3:15)
3. Perro viejo (4:31)
4. Cerca de las vías (3:10)
5. A la luna se le ve el ombligo (4:51)
6. Ni negro ni blanco (Con Roberto Iniesta de Extremoduro) (3:45)
7. Sevilla de Bilbao (instrumental) (4:00)
8. Mientras tanto (Versión de Leño). Interpretada por Rosendo Mercado (3:54)
9. Alegría (instrumental) (5:50)
10. A mil kilómetros (3:04)